# Життя як вирок
«Життя як вирок» (англ. Life) — американський телесеріал в жанрі кримінальної драми. Прем'єра серіалу відбулася 26 вересня 2007 на телеканалі NBC. 4 травня 2009 року канал оголосив про закриття серіалу. Всього за два сезони було показано 32 серії.

## Сюжет
Поліцейський Чарлі Круз відсидів дванадцять років за вбивство, якого він не скоював. У в'язниці він став послідовником дзен-буддизму. Після перегляду його справи Чарлі був виправданий і, отримавши багатомільйонну компенсацію, повернувся в поліцію на посаду детектива забійного відділу. Він поселився у великому будинку разом зі своїм товаришем по в'язниці, фінансовим шахраєм Тедом. У напарники він отримав детектива Дені Різ, у якої складні відносини з батьком, колишнім капітаном поліцейського спецназу, і історія боротьби з алкоголізмом і наркозалежністю. Круз намагається підлаштуватися до свого нового життя, а заодно знайти справжнього вбивцю і тих, хто його підставив.

## Актори та персонажі
- Деміен Льюїс — детектив Чарлі Круз
- Сара Шахі — детектив Дені Різ, напарниця Чарлі
- Адам Еркін — Тед Ерлі, друг і фінансовий помічник Чарлі
- Брент Секстон — офіцер Боббі Старк, колишній напарник Чарлі
- Робін Вайгерт — лейтенант Карен Девіс, начальниця Чарлі і Дені (в першому сезоні)
- Донал Лоуг — капітан Кевін Тідвелл, начальник Чарлі і Дені (у другому сезоні)
- Брук Ленгтон — Констанс Гріффітс, адвокат Чарлі
- Дженніфер Сібел — Дженніфер Коновер, колишня дружина Чарлі
- Вільям Атертон — Міккі Рейборн
- Віктор Ріверс — капітан Джек Різ, батько Дені
- Джессіка Шрем — Рейчел Сейболт
- Шешоні Холл — агент ФБР Пол Боднер
- Чейнт Джонсон — Ліз Рей
- Роджер Аарон Браун — детектив Карл Еймс
- Гелен Маккрорі — Аманда Пюр'є
- Габріель Юніон — Джейн Сівер
- Крістіна Гендрікс — Олівія
- Гаррет Діллагант — Роман Невіков
- Майкл Кадлітц — Марк Ролз
- Тітус Веллівер — Кайл Голліс
- Аманда Фуллер — Енн Ерлі
- Мейв Квінлан — Лінн Грей
- Сара Кларк — Мері Енн Фармер
- Джеффрі Пірс — Рік Ларсон
- Джейсон Бех — Джон Флаверс
- Ієн Гомес — Том Сантос
- Макс Грінфілд — Бредлі Слоун
- Дебора Енн Волл — Ненсі Вишинські
- Джонатан Бенкс — Натан Грей
- Кайл Галлнер — Зак Саттер
- Анджела Геталс — Петті Йорк